# Jo Privat
Jo Privat (París, 15 de abril de 1919-Savigny-le-Temple, 3 de abril de 1996) fue un acordeonista francés que durante mucho tiempo fue la referencia de lamusette. 

## Biografía
Nació el 15 de abril de 1919 en París, en el barrio de Ménilmontant, XX Distrito de París. Apodado el « Gitano blanco », Jo Privat es, durante 50 años (1936-1986), uno de los pilares del Balajo, rue de Lappe en París, el templo del musette creado por Jo France (y no por Jo Privat como algunos piensan), donde se rodea de guitarristas manouche más reconocidos del momento. Conoce, entre otros, a Django Reinhardt, los hermanos Ferret, y también a Didier Roussin y Patrick Saussois.
Su repertorio se compone de músicas provenientes del musette y de la cultura gitana. Ha compuesto alrededor de 500 títulos. Además de ser influenciado por los sonidos del centro y del sur de Europa, también lo es por los sonidos estadounidenses. Consigue la fusión de los tres y se convierte en el primero que introduce sonoridades jazz en el musette. 
En 1985, Jo Privat fue nombrado Chevalier des Arts et Lettres; la ceremonia tuvo lugar en el Balajo, dentro de los actos de celebración del 50 aniversario del establecimiento.
Privat falleció el 3 de abril de 1996 como consecuencia del cáncer. Es enterrado en el cementerio del Père-Lachaise.